# Maéva Ranaïvojaona
Maéva Ranaïvojaona née en 1983 à Toulouse est une productrice, scénariste et réalisatrice française d'origine malgache. Elle vit entre Paris et Vienne.

## Biographie
Maéva Ranaïvojaona est née en 1983 à Toulouse. Elle est diplômée de l'École nationale supérieure d'art de Dijon et de l'École nationale supérieure d'art de Bourges. Elle travaille avec l'artiste brésilien Ernesto Neto puis avec l'artiste ukrainienne Kristina Solomoukha. Elle est ensuite assistante réalisatrice à Paris et Berlin. Elle réalise deux courts métrages. À partir de 2017, elle est productrice pour Subobscura Films company. Elle vit et travaille entre Paris et Vienne en Autriche.
En 2020, elle réalise avec le documentariste Georg Tiller, son premier long métrage Zaho zay. Ce film est réalisé à Madagascar, dont elle est originaire mais qu'elle ne connaît pas. Zaho zay est une expression qui signifie c'est moi. Elle est utilisée par les détenus tous les matins lorsqu'ils se rassemblent dans la cour de la prison de Fianarantsoa. C’est une prison pour 250 prisonniers, 850 personnes y vivent. On y suit une  gardienne de prison, qui rêve de retrouver son père qui tué son frère et l'a abandonnée. Elle pense le reconnaître dans la figure d'un détenu joueur de dés.
Le film est diffusé sur ARTE France le 8 août 2023.

## Réalisations
- Domicile, 15 minutes, 2012
- Phasme, 29 minutes, 2016
- Zaho zay, 79 minutes, 2020

## Distinctions
- Meilleur film expérimental pour Domicile, New Films Festival, 2013
- Mention spécial pour Zaho zay, Festival de cinéma africain de Tarifa, Tarifa, 2020[3]
- Prix Renaud-Victor pour Zaho zay, Festival International de Cinéma de Marseille, Marseille, 2020
- Prix Georges-de-Beauregard international, Mention spéciale, pour Zaho zay, Festival International de Cinéma de Marseille, Marseille, 2020
- Meilleur film pour Zaho zay, Viennale, Vienne, 2020[4]